# Jechi'el Duvdevani
Jechi'el Duvdevani (hebrejsky: יחיאל דובדבני, žil 1896 – 30. dubna 1988) byl sionistický aktivista, izraelský politik a poslanec Knesetu za stranu Mapaj.

## Biografie
Narodil se v regionu Volyň v tehdejší Ruské říši (dnes Ukrajina). Studoval ruskou střední školu a jeden rok na univerzitě. V roce 1923 přesídlil do dnešního Izraele. Byl členem kibucu Ejnat. Působil v Židovské brigádě.

## Politická dráha
V mládí se zapojil do činnosti sionistické organizace Al ha-mišmar, která byla předchůdkyní hnutí Dror. Byl tajemníkem zaměstnanecké rady v Petach Tikva.
V izraelském parlamentu zasedl po volbách v roce 1949, kdy kandidoval za Mapaj. Byl členem parlamentního výboru pro prozatímní ústavu, výboru pro záležitosti vnitra a výboru pro zahraniční záležitosti a obranu.